# Флавий Полемий
Флавий Полемий (лат. Flavius Polemius) — государственный деятель Римской империи первой половины IV века, консул 338 года.

## Биография
О Флавии Полемии, как и о его коллеге по консульству Фравию Урсу, практически ничего не известно, кроме самого факта назначения консулом в 338 году. Афанасий Александрийский упоминает Полемия среди комитов Констанция II, убеждавших вместе с самим императором Афанасия вернуться в Александрию.
Иногда Флавия Полемия отождествляют с Юлием Валерием Александром Полемием, писателем конца II — начала IV веков, переведшим на латынь «Историю Александра Великого». Это отождествление, однако, основано лишь на совпадении когноменов и примерном совпадении времени существования обоих.
Как предполагают исследователи, консулами в 338 году были назначены именно Урс и Полемий, а не кто-то из новых августов — Константин II, Констанций II или Констант из-за того, что они, как военные, как-то были связаны с уничтожением родственников Константина I летом 337 года. Урс и Полемий заменили предназначавшихся ранее в консулы римских сенаторов, в частности, Лоллиана, ставшего консулом только в 355 году.